# Martin Binder

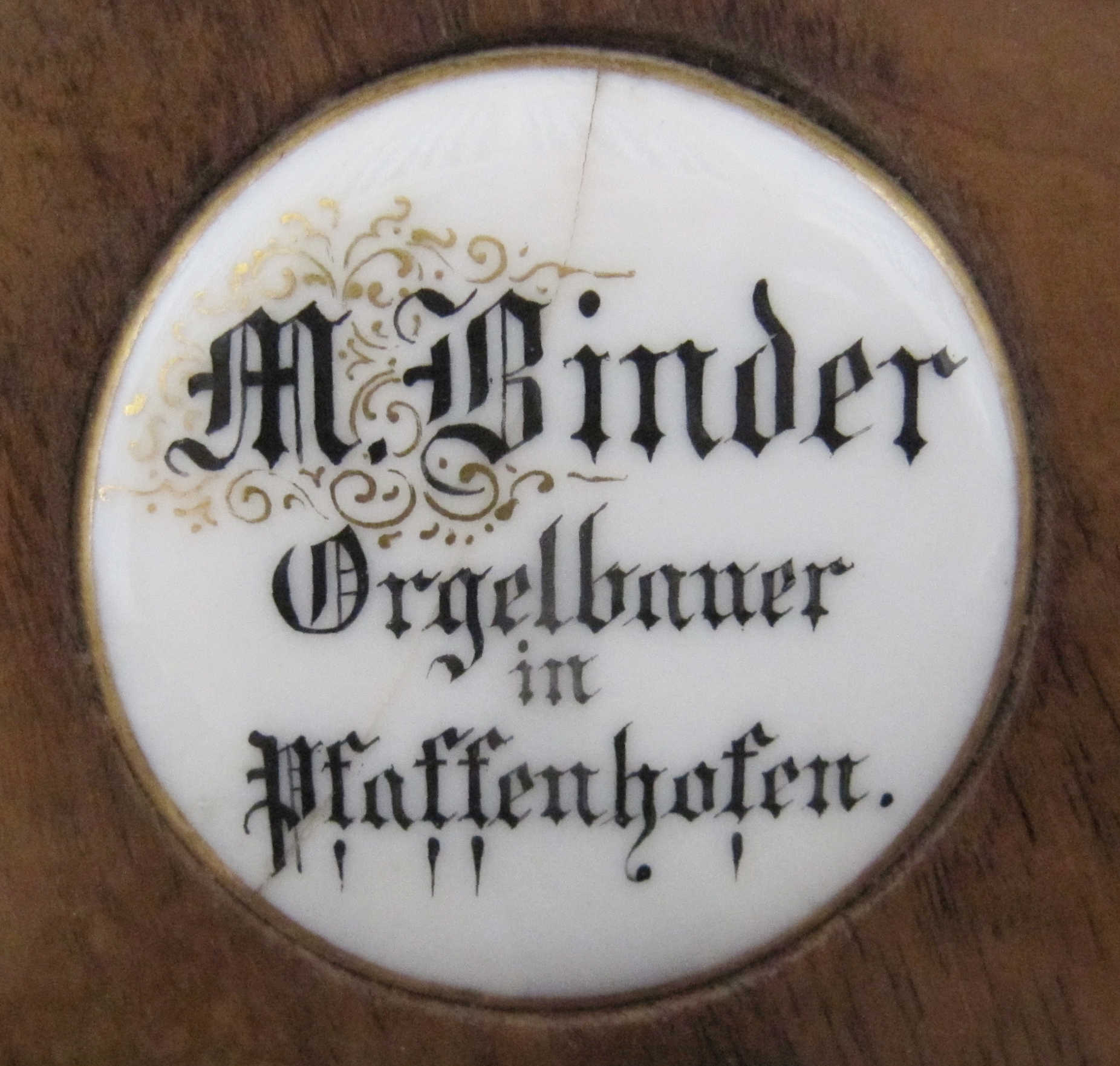
Ursprüngliches Firmenschild der Firma Martin Binder, Pfaffenhofen

Martin Binder (* 17. Oktober 1849 in Ilmmünster; † 1. August 1904 in Regensburg) war ein deutscher Orgelbauer.

## Leben und Werk

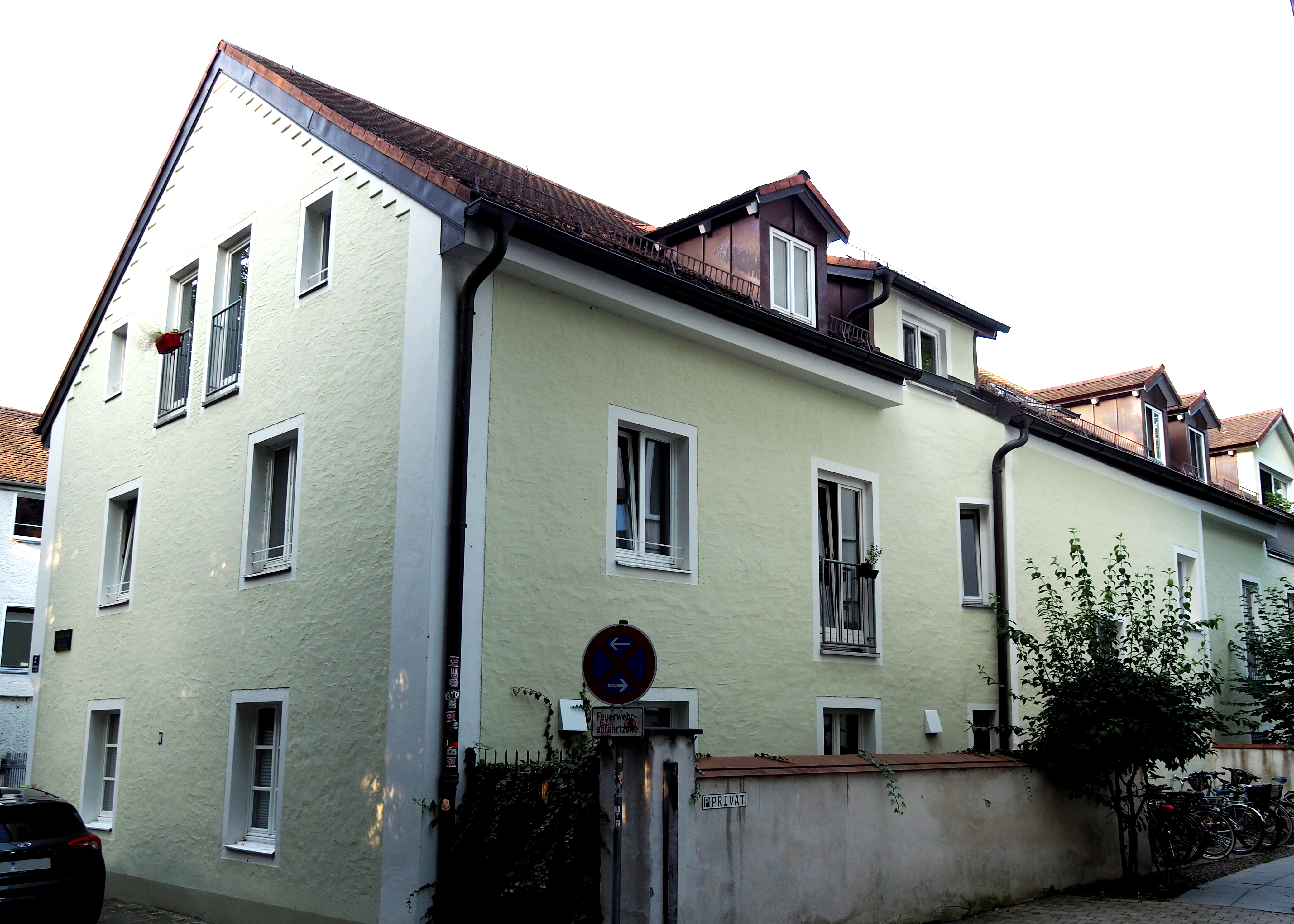
Früheres Firmengebäude in der Villastraße 2 in Regensburg (heute umgestaltet)

Martin Binder wurde am 17. Oktober in Ilmmünster geboren. Nach seinem Ausscheiden mit ca. 14 Jahren aus der Schule um das Jahr 1862/63 lernte er den Beruf des Schreiners. Im Jahre 1865 ging er auf die Wanderschaft und erlernte dabei auch den Beruf des Orgelbauers. Wo er genau tätig war, ist nicht überliefert. Er müsste aber sicher auch bei Max Maerz gewesen sein, denn dies war damals der einzige fortschrittliche Betrieb, der sich schon um diese Zeit bereits mit Kegelladen befasste. Binder gründete in Pfaffenhofen an der Ilm 1875 eine Orgelbaufirma, die er 1890 gemeinsam mit seinem Schwager Willibald Siemann nach Regensburg, im Bereich der Osterweiterung der Stadt Regensburg, in die Villastraße 2, verlegte. Ab diesem Zeitpunkt firmierte das Unternehmen als „Binder & Siemann“. 1900 wurde die Firma getrennt: Das Münchner Werk firmierte unter „Siemann & Co“ und das Regensburger Stammwerk mit „Martin Binder & Sohn“, da 1895 Binders Sohn Eugen in den Betrieb eintrat. Bis zu dem Tode des Firmengründers im Jahr 1904 baute die Firma 140 Orgeln meist mit pneumatischer Kegellade. Eugen Binder, der um 1957 gestorben ist, übernahm bis zu seiner Umsiedlung nach Amerika im Jahr 1909 die Nachfolge. Fortan fungierte die Firma in Regensburg nur noch als Filiale von Willibald Siemann & Co.

## Werkliste eigener Werke (Auswahl)
| Jahr   | Opus | Ort                                         | Gebäude                            | Bild | Manuale | Register | Bemerkungen |
| ------ | ---- | ------------------------------------------- | ---------------------------------- | ---- | ------- | -------- | --- |
| 1875   | 1    | Haindling                                   | Wallfahrtskirche Mariä Himmelfahrt |      | I/P     | 6        | Gehäuse laut Orgeldatenbank Bayern von Michael Herberger (1766). Andere Quellen nennen Johann Konrad Brandenstein (1730). Nicht erhalten. 1914 Neubau Weise, 2016 nicht mehr spielbar. |
| 1880 ? | −    | Moosham (Mintraching)                       | St. Petrus und Klemens             |      | I/P     | 9        | Ohne Opuszahl, mechanische Kegellade, laut Firmenschild erbaut von Martin Binder, Regensburg → Besonderheit der Orgel                                                                  |
| 1881   | 3    | Niederscheyern                              | Mariä Verkündigung                 |      | I/P     | 8        | |
| 1883   | 4    | Hohenwart                                   | Mariä Verkündigung (Marktkirche)   |      | I/P     | 9        | nicht erhalten; ersetzt durch eine Digitale Sakralorgel |
| 1884   | 5    | Lohwinden                                   | Mariä Geburt                       |      | I/P     | 9        | |
| 1885   | 8    | Johanneck                                   | Mariä Himmelfahrt                  |      | I/P     | 9        | mechanische Kegellade, |
| 1886   | 10   | Tegernbach                                  | Mariä Reinigung                    |      | II/P    | 14       | Disposition verändert und auf elektro-pneumatische Traktur umgestellt |
| 1887   | 12   | Pfaffenhofen an der Ilm-Kleinreichertshofen | St. Ulrich                         |      | I/P     | 6        | |
| 1888   | 14   | Gittenbach                                  |                                    |      | I/P     | 4        | nicht erhalten |
| 1888   | 15   | Deimhausen                                  | St. Pantaleon                      |      | I/P     | 9        | mechanische Kegellade, Werk eingelagert; derzeit ersetzt durch eine Digitale Sakralorgel                                                                                               |
| 1889   | 16   | Pfaffenhofen an der Ilm-Altenstadt          | St. Andreas                        |      | I/P     | 7        | |
| 1889   | 17   | Ernsgaden                                   | St. Laurentius                     |      | I/P     | 9        | 1987 Restaurierung und neuer mechanischer Spieltisch (Georg Jann) |
| 1889   | 18   | Wolfersdorf                                 | St. Petrus und Paulus              |      | I/P     | 9        | |

Martin Binder führte, wie oben beschrieben, ab 1890 die Firma immer gemeinsam mit Willibald Siemann. Daher fällt es ab diesem Zeitpunkt schwer, den Erbauer exakt zu benennen. Deshalb sind weitere Orgeln in der Siemann-Werkliste zu finden.

## Ehrung
Der Martin-Binder-Ring ist eine nach dem Orgelbauer benannte Straße in Pfaffenhofen an der Ilm.